# Последната танцьорка
„Последната танцьорка“ (на английски: The Last Showgirl) е американски драматичен филм от 2024 година на режисьора Джиа Копола.

## Сюжет
Внимание:  Текстът по-долу разкрива сюжета на произведението (или части от него)!
Шели Гарднър, 57-годишна танцьорка, която е участвала в „Le Razzle Dazzle“, класическо ревю за казино във френски стил, в продължение на три десетилетия, внезапно е информирана, че ревюто ще приключи след две седмици. Ужасена, че животът й е на път да рухне, Шели се опитва да намери поне някакъв изход от тази безнадеждна ситуация...

## Актьорски състав
| Актьор            | Роля                                                            |
| ----------------- | --------------------------------------------------------------- |
| Памела Андерсън   | Шели Гарднър – възрастна танцьорка на ревюто „Le Razzle Dazzle“ |
| Джейми Лий Къртис | Анет – най-добрата приятелка на Шели и бивша танцьорка          |
| Дейв Батиста      | Еди – продуцент на ревюто „Le Razzle Dazzle“ и бащата на Хана   |
| Бренда Сонг       | Мери-Ан – млада азиатска танцьорка на ревюто „Le Razzle Dazzle“ |
| Кирнан Шипка      | Джоди – млада танцьорка на ревюто „Le Razzle Dazzle“            |
| Били Лурд         | Хана Гарднър – дъщерята на Шели и Еди                           |
| Джейсън Шуорцман  | кастинг директор                                                |